# Kristi Kirke med Elias' meddelelse
Kristi Kirke med Elias' meddelelse (engelsk: Church of Christ "With the Elijah Message") grundlagt “igen” i 1929, er et trossamfund inden for mormonismen. Kirkens hovedkvarter er i Jackson County, Missouri, USA. I 1943 skilte kirken sig fra Otto Fettings Kristi Kirke, grundet uenigheder mht. nogle åbenbaringer, som grundlæggeren William A. Draves påstod at have modtaget. Otto Fettings Kristi Kirke var udsprunget af Kristi Kirke (Tempel Lot), som var en af kirkerne, som oprettedes efter Mormonismens grundlægger, Joseph Smiths, død. Kristi Kirke med Elias' meddelelse har på verdensplan cirka 12.500 medlemmer (1987), hvilket betyder, at den er ca. på samme størrelse med Jesu Kristi Kirke (Bickertonitter), som anses som værende den 3. største sekt inden for Mormonismen.

## Tro og praksis
Trossamfundet accepterer Otto Fettings 30 budskaber samt William A. Draves 90 budskaber. Deres tro og praksis er stort set identiske med Kristi Kirke (Tempel Lot)s. Ligesom Kristi Kirke (Tempel Lot) forkaster Kristi Kirke med Elias' meddelelse læren om, at den sande kirke skal ledes af en profet/præsident, som det bl.a. er tilfældet i Mormonkirken og Kristi Samfund. De mener derimod at kirken skal ledes af 12 apostle, hvor alle apostlene ses som ligeværdige. Dette står dog i stærk kontrast til den Jesu Kristi Kirke, som Joseph Smith oprettede, hvor Joseph Smith var den ledende profet. Dette forklares ved, at de mener, at Joseph Smith blev ledt væk fra sandheden af sit eget magtbegær.
Kristi Kirke med Elias' meddelelse forkaster ligeledes Lære og Pagter, Den Kostelige Perle samt Joseph Smiths oversættelse af Bibelen, ligesom Kristi Kirke (Tempel Lot) også gør det. De foretrækker kun at bruge King James Version af Bibelen og Mormons Bog, som de kalder ”Record of the Nephites” (Nefiternes optegnelse). Dertil tror de på at der i fremtiden vil komme endnu en optegnelse som en budbringer fra Gud angivelig skulle have vist Draves i 1946. De forkaster også læren om dåb for de døde, evigt ægteskab og evig udvikling i modsætning til Mormonkirken.
Kristi Kirke med Elias' meddelelse tror dog stadig på, at der vil blive bygget et tempel på Tempel Lot-grunden, som Joseph Smith profeterede, og som Mormonkirken fortsat også tror på. Men de tror ikke på, at det vil blive ligesom Mormonkirkens eller Kristi Samfunds nuværende templer.
I vers 6 af det 12. budskab citerede Otto Fetting Johannes Døberen og sagde, at ”Joseph Smith virkelig havde været en sand profet, men at han havde syndet imod Gud pga. stolthed og glæde ved at blive lovprist af mennesker”. "Meget af hans værk er blevet ødelagt, skrev Fetting, ”men han vil blive redet af ild, og vil blive talt sammen med fortidens profeter". Derfor respekterer Kristi Kirke med Elias' meddelelse Joseph Smith som profet, men anerkender ikke alle hans lærdomme. I vers 1 af hans første budskab blev Fetting (Fetting var på det tidspunkt stadig en apostel i Tempel Lot-kirken) befalet af himmelens skarer, at tros- og praksisartiklerne af Tempel Lot-kirken ikke skulle ændres, fordi Gud havde inspireret, de mænd der skrev dem. Derfor er disse artikler stadig de samme i Kristi Kirke med Elias' meddelelse og alle andre sekter, som udsprang fra Otto Fetting.